# Anatolij Tymoszczuk
Anatolij Ołeksandrowycz Tymoszczuk (ukr. Анатолій Олександрович Тимощук; ur. 30 marca 1979 w Łucku) – ukraiński piłkarz, grający na pozycji pomocnika, wielokrotny reprezentant Ukrainy. Od 2017 roku jest asystentem trenera Zenitu Petersburg.

## Kariera piłkarska

### Kariera klubowa
Wychowanek klubu Wołyń Łuck, w składzie którego 10 września 1995 roku debiutował w Mistrzostwach Ukrainy. Pierwszy trener Wołodymyr Bajsarowycz. Po dwóch sezonach zimą 1998 roku przeniósł się do Szachtara Donieck. Na początku 2002 roku został kapitanem drużyny.
W sierpniu 2006 roku, Tymoszczuk wraz z Szachtarem dwukrotnie zmierzył się z Legią Warszawa w eliminacjach do Ligi Mistrzów. Szachtar wygrał w pierwszym meczu 1:0, a w rewanżu zwycięstwo 3:2 dało awans Ukraińcom.
27 lutego 2007 roku, kapitan Szachtara przeszedł do rosyjskiego Zenitu Petersburg za 30 milionów dolarów. Już na początku kariery w tym klubie otrzymał opaskę kapitana.
29 sierpnia 2008 roku wraz ze swoją drużyną klubową zdobył Superpuchar Europy, pokonując Manchester United 2:1. Na swoim koncie ma również triumf w Pucharze UEFA i jeden tytuł mistrza Rosji.
Od lipca 2009 roku Tymoszczuk był graczem Bayernu Monachium. Po zdobyciu z klubem Ligi Mistrzów w 2013 roku jako wolny agent odszedł z Bayernu i powrócił do Zenitu Petersburg podpisując z rosyjskim klubem dwuletni kontrakt. Grał z numerem 44. Po wygaśnięciu kontraktu latem 2015 opuścił Zenit. 5 lipca 2015 roku podpisał półtoraroczny kontrakt z Kajratem Ałmaty. W listopadzie 2016 roku po wygaśnięciu kontraktu opuścił Kajrat.

### Kariera reprezentacyjna
26 marca 2000 roku Anatolij Tymoszczuk debiutował w reprezentacji Ukrainy w wygranym 1:0 meczu towarzyskim z Bułgarią, grając do 61 minuty, kiedy to został zmieniony.
22 grudnia 2005 roku wziął udział w Meczu Przeciwko Ubóstwu, który odbył się na LTU Arena w Düsseldorfie w Niemczech. Wówczas to zespół przyjaciół Zidane’a, w którym grał Tymoszczuk, pokonał drużynę przyjaciół Ronaldo 4:2.
Doświadczony zawodnik wziął udział w Mistrzostwach Świata w 2006 roku w Niemczech, gdzie z zespołem Ukrainy doszedł do przegranego 0:3 ćwierćfinału z Włochami.
11 października 2010 roku Tymoszczuk rozegrał swój setny mecz reprezentacyjny, którym było przegrane 0:2 spotkanie z Brazylią. Jest drugim po Andriju Szewczence ukraińskim piłkarzem, któremu udało się zaliczyć 100 występów, za co otrzymał nagrodę od UEFA
Tymoszczuk zagrał we wszystkich trzech meczach fazy grupowej na Mistrzostwach Europy w 2012 roku w Polsce i Ukrainie. W ostatnim meczu z Anglią wyszedł w podstawowej jedenastce z opaską kapitana.
W sierpniu 2016 roku zakończył reprezentacyjną karierę, mając na koncie 144 rozegrane mecze (rekord Ukrainy) i 4 strzelone gole.

## Kariera trenerska
11 lutego 2017 roku Tymoszczuk otrzymał licencję trenerską PRO po uczestnictwie w programie szkoleniowym UEFA. 17 marca 2017 roku dołączył do sztabu trenerskiego Zenitu Petersburg w charakterze asystenta trenera.

## Kontrowersje
Po inwazji Rosji na Ukrainę w lutym 2022 roku Anatolij Tymoszczuk nie zrezygnował z pracy asystenta trenera w Zenicie Petersburg, a także nie potępił samej inwazji. Jedyną reakcją Tymoszczuka na rosyjską agresję było oświadczenie, że z powodu nałożonych na Rosję sankcji nie będzie w stanie płacić alimentów na swoje dwie córki.
Jego postawa wzbudziła na Ukrainie wiele krytyki. W związku z nią 11 marca 2022 roku Ukrajinśka asociacija futbołu (UAF) pozbawiła Tymoszczuka:
- licencji trenerskiej nabytej w UAF,
- wszelkich nagród i tytułów honorowych,
- wszystkich tytułów i medali za mistrzostwo, Puchar i Superpuchar Ukrainy,
- obecności w oficjalnym rejestrze piłkarzy kadry narodowej,
- możliwości prowadzenia jakiejkolwiek działalności piłkarskiej na Ukrainie na okres dożywotni[15][16][17].

Tymoszczuk złożył zażalenie na decyzję UAF dotyczącą odebrania tytułów i licencji trenera oraz wykluczenia z ukraińskiego futbolu, jednak komitet apelacyjny UAF pod koniec stycznia 2023 roku oddalił skargę byłego piłkarza.
Były agent Tymoszczuka przedstawił dokumenty mogące potwierdzać, że piłkarz był agentem rosyjskiej Federalnej Służby Bezpieczeństwa (FSB).
6 stycznia 2023 roku prezydent Ukrainy Wołodymyr Zełenski wydał realizujący decyzję Rady Bezpieczeństwa Narodowego i Obrony dekret o nałożeniu sankcji na 119 rosyjskich i ukraińskich-prorosyjskich osób publicznych, wśród których znalazł się również Tymoszczuk. Na mocy dekretu Tymoszczuk nie może wjechać na terytorium Ukrainy przez okres dziesięciu lat, ponadto wszystkie jego aktywa na Ukrainie zostały zamrożone.

## Sukcesy i odznaczenia

### Sukcesy klubowe
Szachtar Donieck
- mistrz Ukrainy (3x): 2002, 2005, 2006
- wicemistrz Ukrainy (7x): 1997, 1998, 1999, 2000, 2001, 2003, 2004, 2007
- zdobywca Pucharu Ukrainy (4x): 1997, 2001, 2002, 2004
- finalista Pucharu Ukrainy (2x): 2003, 2007
- zdobywca Superpucharu Ukrainy: 2005
- finalista Superpucharu Ukrainy (3x): 2004, 2006, 2007
- zdobywca Pucharu Pierwogo Kanału: 2006

 Zenit Petersburg
- mistrz Rosji: 2007, 2015
- wicemistrz Rosji: 2014
- zdobywca Superpucharu Rosji: 2008
- zdobywca Pucharu UEFA: 2008
- zdobywca Superpucharu Europy: 2008

 Bayern Monachium
- mistrz Niemiec (2×): 2010, 2013
- wicemistrz Niemiec: 2012
- zdobywca Pucharu Niemiec (2×): 2010, 2013
- zdobywca Superpuchar Niemiec (2×): 2010, 2012
- finalista Ligi Mistrzów UEFA (2×): 2010, 2012
- zdobywca Ligi Mistrzów UEFA: 2013

 Kajrat Ałmaty
- wicemistrz Kazachstanu (2x): 2015, 2016
- zdobywca Pucharu Kazachstanu: 2015
- finalista Pucharu Kazachstanu 2016
- zdobywca Superpucharu Kazachstanu: 2016

### Sukcesy reprezentacyjne
- ćwierćfinalista Mistrzostw Świata: 2006

### Sukcesy indywidualne
- najlepszy piłkarz Ukrainy: 2006, 2007
- najlepszy piłkarz Mistrzostw Rosji według Sport-Ekspress: 2007
- wybrany do listy 33 najlepszych piłkarzy Mistrzostw Rosji: 2007, 2008

### Odznaczenia
- tytuł Zasłużonego Mistrza Sportu Ukrainy(inne języki): 2005[21], odebrane w 2024[22]
- tytuł Zasłużonego Mistrza Sportu Rosji(inne języki): 2008[23]
- tytuł Zasłużonego Pracownika Kultury Fizycznej i Sportu Ukrainy(inne języki): 2008[24], odebrane w 2024[22]
- Order „Za odwagę” III klasy: 2006[25], odebrane w 2024[22]
- tytuł honorowego obywatela miasta Łuck: 2008[26], odebrane w 2024[22]
- Nagroda „Zastrzeżona Broń Palna”(inne języki): 2015[27], odebrane w 2024[22]